# Åderlåtning

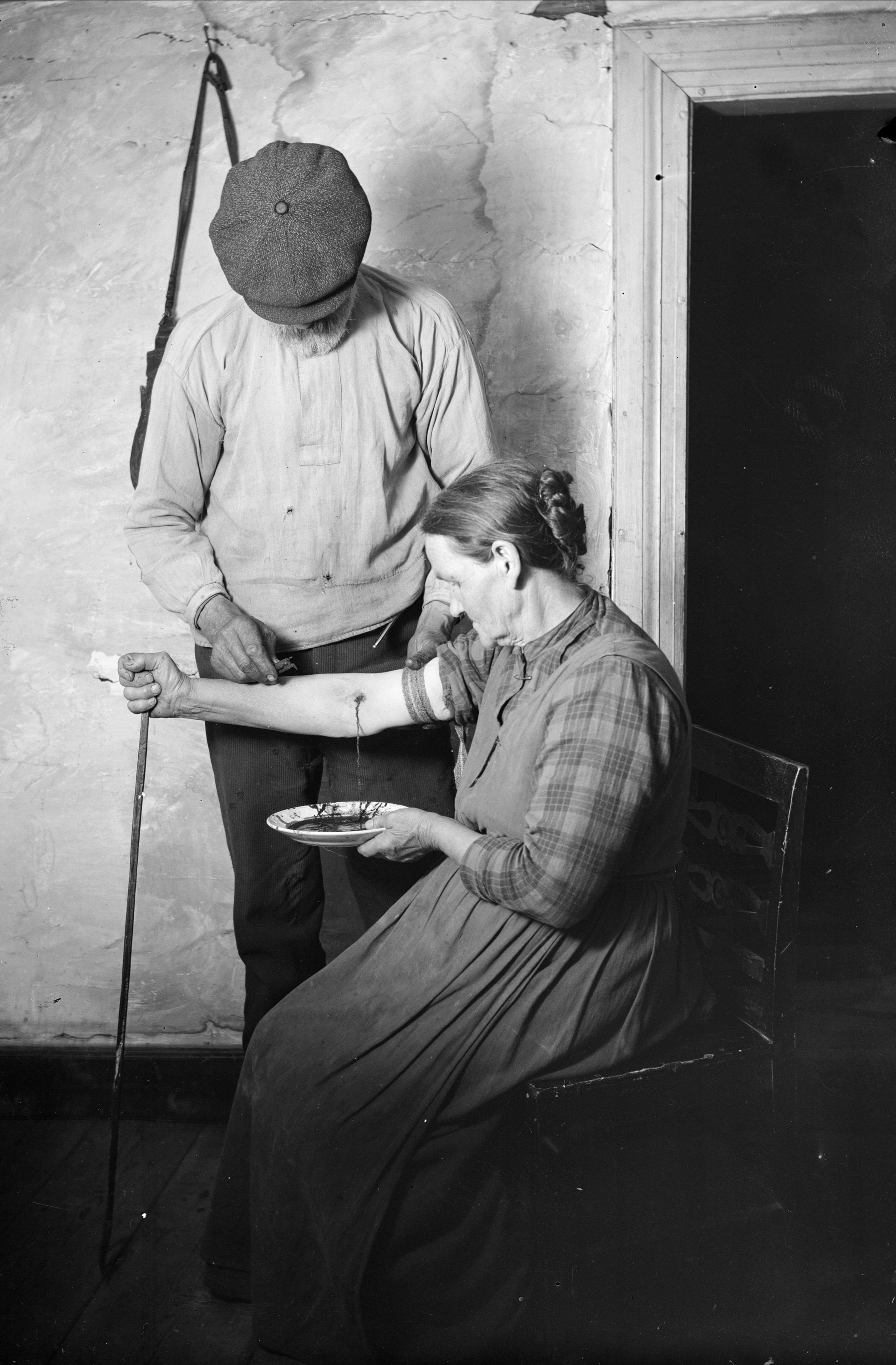
Åderlåtning i Värmland, Mangskogs socken 1922.

Åderlåtning är en äldre medicinsk terapi. Med hjälp av en koppa tappades blod ur kroppen vilket skulle få "det sjuka" att komma ut genom blodet och därmed kurera personen. Man använde också blodiglar till åderlåtning. Under 1850-talet minskade kraftigt användningen av åderlåtning som acceptabel behandlingsmetod. I dagens sjukvård kan åderlåtning med modern teknik (på läkarlatin = venesectio) vara en legitim behandlingsform under mycket speciella omständigheter, för att förtunna ett av sjukliga orsaker alltför visköst (trögflytande) blod. 
Ett exempel är vid sicklecellanemi, där patienten kan få väldigt svåra smärtor på grund av igensatta blodkärl (sicklecellkris), vilket kan lättas av en åderlåtning i rätt kärl.
Mycket skrock har varit förbundet med åderlåtning. I gamla almanackor kunde finnas noggranna föreskrifter om vilken kroppsdel, som styrdes av olika konstellationer i Zodiaken som därför var lämpligast, eller olämpliga, att vid en viss tidpunkt tappa blod från för en viss åkomma. Detta illustrerades med Åderlåtningsmannen, en bild som återkommer i många gamla almanackor. Drag av signaturläran spelade också in. Exempelvis skulle åderlåtning på unga män helst göras vid nymåne (månen ung, växande), medan äldre män som passerat livets middagshöjd skulle åderlåtas i nedan (månen gammal).
| En medeltida illustration av åderlåtning. |  | Ådersnäppare för åderlåtning i träfodral. Ett knivblad spänns av en fjäder inne i ådersnäpparen som med ett knapptryck får knivbladet att snäppa iväg och slå hål på ådern. |
| En medeltida illustration av åderlåtning. |  | Ådersnäppare för åderlåtning i träfodral. Ett knivblad spänns av en fjäder inne i ådersnäpparen som med ett knapptryck får knivbladet att snäppa iväg och slå hål på ådern. |